# Lê Công Vinh
Lê Công Vinh (Nghệ An, Vietnam, 10 de diciembre de 1985) es un exfutbolista internacional vietnamita que jugaba de delantero.
Vinh es considerado como uno de los mejores jugadores de Asia sudoriental. Además, Vinh ha indicado que él idolatra a Luís Figo y Cristiano Ronaldo, dos de los mejores extremos en el fútbol moderno. Su enfoque preferido es atacar desde ambos flancos y tratar de contragolpear o crear oportunidades de gol para sus compañeros.[cita requerida]
En diciembre de 2016, después de la eliminación de Vietnam en la Copa Suzuki AFF, anunció su retirada.

## Clubes

### Song Lam Nghe An
Vinh es considerado como uno de los mejores delanteros que el Sông Lam Nghệ An ha producido nunca, junto con Pham Van Quyen.

### Hanoi T&T FC
En 2008, Vinh aceptó una oferta más lucrativa del Hanoi T&T; que era la tasa de transferencia más alta en el fútbol vietnamita en el tiempo.

### Leixões Sport Club
A principios de agosto de 2009, Vinh fue cedido al Leixões Sport Club de Portugal en un acuerdo de préstamo de tres meses, a partir del 1 de septiembre de 2009. El acuerdo fue facilitado por Henrique Calisto, que una vez fue el entrenador de Leixões. El 24 de agosto de 2009, Vinh firmó oficialmente se unió al Leixões y se le dio la camiseta número 29. Dos días más tarde, en un partido amistoso contra el Padroense FC, marcó su primer gol para el club, como sustituto, en el minuto 89 para asegurar una victoria por 2-0. Fue incluido en la convocatoria de 18 jugadores para el partido contra el defensor del título, el FC Porto el 12 de septiembre, pero terminaron perdiendo 1-4. Su debut con el primer equipo llegó el 4 de octubre, en un encuentro de liga contra el União Desportiva de Leiria, convirtiéndose en el primer futbolista vietnamita para jugar en una liga profesional europea; jugó los noventa minutos y el equipo ganó 3-2 en casa. El 18 de octubre de 2009, Vinh anotó su primer gol oficial con el Leixões, en la victoria por 2-1 en la Copa de Portugal contra el Casa Pia Atlético Clube.

### Hanoi FC
Le Cong Vinh hizo el movimiento de T & T al Hanoi Football Club (su clásico rival) en septiembre de 2011. Vinh se fijó para firmar una extensión de tres años con el T & T, pero decidió trasladarse a la ACB después de la controvertida temporada en la V-League 2011.

### Regreso al Song Lam Nghe An
Después de que el Hanói FC se disolvió después de la temporada 2012, Công Vinh comenzó el largo proceso de búsqueda de un nuevo club. Después de rechazar ofertas de prueba del Sriwijaya de la Super Liga de Indonesia y el Consadole Sapporo de la J. League Division 2, volvió al Lam Nghe An.

### Consadole Sapporo
Le Cong Vinh anunció que se uniría a Consadole Sapporo de la J. League Division 2 en préstamo, el 22 de julio de 2013. Su tiempo con Consadole estaba programado para una duración de cinco meses a partir de agosto de 2013 hasta el 1 de enero de 2014. Sin embargo, decidió regresar de Vietnam un mes antes de lo previsto debido a que Consadole Sapporo no podía ir al partido de play-off.

## Selección nacional
Ha sido internacional con la selección de fútbol de Vietnam en sesenta y seis ocasiones, consiguiendo 39 goles. Debutó el 20 de agosto de 2004 contra Birmania, partido que finalizó 5-0 a favor del representativo de Vietnam (Vinh convirtió 2 goles en ese partido).
En el primer partido de grupo de la Copa de Asia 2007, Vinh anotó el segundo gol para Vietnam asegurando una victoria por 2-0 contra Emiratos Árabes Unidos; Vietnam llegó a los cuartos de final donde luego cayó ante el eventual campeón Irak.
Después de una actuación criticada en la fase de grupos de la Campeonato de fútbol de la ASEAN de 2008, en la etapa de eliminación estableció el único gol ante los campeones defensores de Singapur. En el partido de ida de la final, Vinh anotó el segundo para dar a Vietnam una victoria contra Tailandia en Bangkok. En el partido de vuelta, Vinh desató una fiesta en todo Vietnam mientras se dirigía a casa con el gol del empate en el tiempo de último minuto para dar a Vietnam el primer título del Campeonato de fútbol de la ASEAN de 2008

### Goles como internacional
| #   | Fecha                    | Lugar                                  | Oponente               | Gol | Resultado | Competición                                              |
| --- | ------------------------ | -------------------------------------- | ---------------------- | --- | --------- | -------------------------------------------------------- |
| 1.  | 20 de agosto de 2004     | Ciudad Ho Chi Minh, Thong Nhat Stadium | Myanmar                | 1–0 | 5–0       | 2004 Ho Chi Minh City International Football Cup         |
| 2.  | 20 de agosto de 2004     | Ciudad Ho Chi Minh, Thong Nhat Stadium | Myanmar                | 5–0 | 5–0       | 2004 Ho Chi Minh City International Football Cup         |
| 3.  | 24 de agosto de 2004     | Ciudad Ho Chi Minh, Thong Nhat Stadium | India                  | 1–0 | 2–1       | 2004 Ho Chi Minh City International Football Cup         |
| 4.  | 9 de diciembre de 2004   | Ciudad Ho Chi Minh, Thong Nhat Stadium | Camboya                | 3–1 | 9–1       | 2004 Tiger Cup                                           |
| 5.  | 9 de diciembre de 2004   | Ciudad Ho Chi Minh, Thong Nhat Stadium | Camboya                | 8–1 | 9–1       | 2004 Tiger Cup                                           |
| 6.  | 9 de diciembre de 2004   | Ciudad Ho Chi Minh, Thong Nhat Stadium | Camboya                | 9–1 | 9–1       | 2004 Tiger Cup                                           |
| 7.  | 15 de diciembre de 2004  | Hanói, Estadio Nacional Mỹ Đình        | Laos                   | 1–0 | 3–0       | Copa Tigre 2004                                          |
| —   | 25 de octubre de 2006    | Hanói, Estadio Nacional Mỹ Đình        | Nueva Zelanda          | 1–0 | 1–0       | 2006 VFF Cup (No reconocida por la FIFA)                 |
| —   | 29 de octubre de 2006    | Hanói, Estadio Nacional Mỹ Đình        | Tailandia              | 2–0 | 2–2       | 2006 VFF Cup (No reconocida por la FIFA)                 |
| 8.  | 26 de diciembre de 2006  | Bangkok, Suphachalasai Stadium         | Kazajistán             | 2–1 | 2–1       | 2006 King's Cup                                          |
| 9.  | 28 de diciembre de 2006  | Bangkok, Suphachalasai Stadium         | Singapur               | 3–2 | 3–2       | 2006 King's Cup                                          |
| 10. | 17 de enero de 2007      | Jalan Besar Stadium, Jalan Besar       | Laos                   | 1–0 | 9–0       | Campeonato de Fútbol de la ASEAN 2007                    |
| 11. | 17 de enero de 2007      | Jalan Besar Stadium, Jalan Besar       | Laos                   | 2–0 | 9–0       | Campeonato de Fútbol de la ASEAN 2007                    |
| 12. | 17 de enero de 2007      | Jalan Besar Stadium, Jalan Besar       | Laos                   | 5–0 | 9–0       | Campeonato de Fútbol de la ASEAN 2007                    |
| 13. | 24 de junio de 2007      | Hanói, Estadio Nacional Mỹ Đình        | Jamaica                | 1–0 | 3–0       | Amistoso                                                 |
| 14. | 30 de junio de 2007      | Hanói, Estadio Nacional Mỹ Đình        | Baréin                 | 1–1 | 5–3       | Amistoso                                                 |
| 15. | 30 de junio de 2007      | Hanói, Estadio Nacional Mỹ Đình        | Baréin                 | 2–1 | 5–3       | Amistoso                                                 |
| 16. | 8 de julio de 2007       | Hanói, Estadio Nacional Mỹ Đình        | Emiratos Árabes Unidos | 1–0 | 2–0       | Copa Asiática 2007                                       |
| 17. | 1 de octubre de 2008     | Ho Chi Minh City, Thong Nhat Stadium   | Myanmar                | 1–1 | 2–3       | 2008 Ho Chi Minh City International Football Cup         |
| 18. | 1 de octubre de 2008     | Ho Chi Minh City, Thong Nhat Stadium   | Myanmar                | 2–3 | 2–3       | 2008 Ho Chi Minh City International Football Cup         |
| 19. | 5 de octubre de 2008     | Ciudad Ho Chi Minh, Thong Nhat Stadium | Turkmenistán           | 2–3 | 2–3       | 2008 Ho Chi Minh City International Football Cup         |
| —   | 26 de noviembre de 2008  | Singapur, Jurong East Stadium          | Singapur               | 1–1 | 2–2       | Amistoso (Partido no oficial, no reconocido por la FIFA) |
| 20. | 24 de diciembre de 2008  | Bangkok, Rajamangala Stadium           | Tailandia              | 2–0 | 2–1       | Campeonato de fútbol de la ASEAN de 2008                 |
| 21. | 28 de diciembre de 2008  | Hanói, Estadio Nacional Mỹ Đình        | Tailandia              | 1–1 | 1–1       | Campeonato de fútbol de la ASEAN de 2008                 |
| 22. | 14 de enero de 2009      | Hanói, Estadio Nacional Mỹ Đình        | Líbano                 | 2–0 | 3–1       | Clasificación para la Copa Asiática 2011                 |
| 23. | 17 de enero de 2010      | Hanói, Vietnam                         | China                  | 1–2 | 1–2       | Clasificación para la Copa Asiática 2011                 |
| 24. | 29 de junio de 2011      | Ciudad Ho Chi Minh, Thong Nhat Stadium | Macao                  | 1–0 | 6–0       | Eliminatorias para el Mundial 2014                       |
| 25. | 29 de junio de 2011      | Ciudad Ho Chi Minh, Thong Nhat Stadium | Macao                  | 2–0 | 6–0       | Eliminatorias para el Mundial 2014                       |
| 26. | 29 de junio de 2011      | Ciudad Ho Chi Minh, Thong Nhat Stadium | Macao                  | 3–0 | 6–0       | Eliminatorias para el Mundial 2014                       |
| 27. | 3 de julio de 2011       | Macao, Estadio Campo Desportivo        | Macao                  | 3–0 | 7–1       | Eliminatorias para el Mundial 2014                       |
| 28. | 3 de julio de 2011       | Macao, Estadio Campo Desportivo        | Macao                  | 4–0 | 7–1       | Eliminatorias para el Mundial 2014                       |
| 29. | 3 de julio de 2011       | Macao, Estadio Campo Desportivo        | Macao                  | 5–1 | 7–1       | Eliminatorias para el Mundial 2014                       |
| 30. | 3 de julio de 2011       | Macao, Estadio Campo Desportivo        | Macao                  | 6–1 | 7–1       | Eliminatorias para el Mundial 2014                       |
| 31. | 11 de septiembre de 2012 | Shah Alam, Shah Alam Stadium           | Malasia                | 1–0 | 2–0       | Amistoso                                                 |
| 32. | 2 de julio de 2014       | Binh Duong, Go Dau Stadium             | Birmania               | 3–0 | 6–0       | Amistoso                                                 |
| 33. | 2 de julio de 2014       | Binh Duong, Go Dau Stadium             | Birmania               | 4–0 | 6–0       | Amistoso                                                 |
| 34. | 2 de julio de 2014       | Binh Duong, Go Dau Stadium             | Birmania               | 5–0 | 6–0       | Amistoso                                                 |
| 35. | 6 de septiembre de 2014  | Hai Phong, Estadio Lạch Tray           | Hong Kong              | 3–1 | 3–1       | Amistoso                                                 |
| 36. | 22 de noviembre de 2014  | Hanói, Estadio Nacional Mỹ Đình        | Indonesia              | 2–1 | 2–2       | Copa AFF Suzuki 2014                                     |
| 37. | 25 de noviembre de 2014  | Hanói, Estadio Nacional Mỹ Đình        | Laos                   | 2–0 | 3–0       | Copa AFF Suzuki 2014                                     |
| 38. | 11 de diciembre de 2014  | Hanói, Estadio Nacional Mỹ Đình        | Malasia                | 1–2 | 2–4       | Copa AFF Suzuki 2014                                     |
| 39. | 11 de diciembre de 2014  | Hanói, Estadio Nacional Mỹ Đình        | Malasia                | 2–4 | 2–4       | Copa AFF Suzuki 2014                                     |

## Clubes
| Club                       | País     | Años      |
| -------------------------- | -------- | --------- |
| Sông Lam Nghệ An F. C.     | Vietnam  | 2004-2008 |
| Hanoi T&T F. C.            | Vietnam  | 2009-2011 |
| Leixões S. C. (cedido)     | Portugal | 2009      |
| Hanoi F. C.                | Vietnam  | 2012      |
| Song Lam Nghe An           | Vietnam  | 2013-2014 |
| Consadole Sapporo (cedido) | Japón    | 2014      |
| Bình Duong F. C.           | Vietnam  | 2015-2016 |

## Palmarés

### Campeonatos nacionales
| Título                   | Club             | País    | Año  |
| ------------------------ | ---------------- | ------- | ---- |
| V.League 1               | Hanoi T&T F. C.  | Vietnam | 2010 |
| Supercopa de Vietnam     | Hanoi T&T F. C.  | Vietnam | 2010 |
| Mekong Club Championship | Bình Duong F. C. | Vietnam | 2014 |

### Campeonatos internacionales
| Título                           | Club (*)             | País                  | Año  |
| -------------------------------- | -------------------- | --------------------- | ---- |
| Campeonato de fútbol de la ASEAN | Selección de Vietnam | Indonesia y Tailandia | 2008 |

(*) Incluyendo la selección.

### Distinciones individuales
| Título                                                              | Año              |
| ------------------------------------------------------------------- | ---------------- |
| Vietnamese Golden Ball                                              | 2004, 2006, 2007 |
| Vietnamese Silver Ball                                              | 2005             |
| Vietnamese Silver Ball                                              | 2005             |
| Vietnamese Bronze Ball                                              | 2008             |
| Máximo Goleador de la VFF CUP                                       | 2004, 2006       |
| Máximo Goleador de la Ho Chi Minh City International Football Cup   | 2004, 2008       |
| Máximo Goleador de la Supercopa de Vietnam                          | 2004             |
| Jugador más valorado del año por la Federación de Fútbol de Vietnam | 2004             |
| Mejor jugador joven de la Federación de Fútbol de Vietnam           | 2004             |
| En el equipo ideal de la Campeonato de Fútbol de la Asean           | 2014             |